# Arthur Streeton
Arthur Ernest Streeton (8 de abril de 1867 – 1 de septiembre de 1943) fue un pintor paisajista australiano. Nació en Mount Dundee, cerca de Geelong, y su familia se mudó a Richmond en 1874. Ingresó en la National Gallery School en 1882; allí, se vio influenciado principalmente por el impresionismo francés y por las obras de J.M.W. Turner. Durante esta época se asoció con sus compañeros artistas Frederick McCubbin y Tom Roberts, en Melbourne y en Heidelberg. En 1885, Streeton presentó su primera exhibición en la Academia de Arte de Victoria. Fue aprendiz de litógrafo bajo la tutela de Charles Troedel.

## Eaglemont

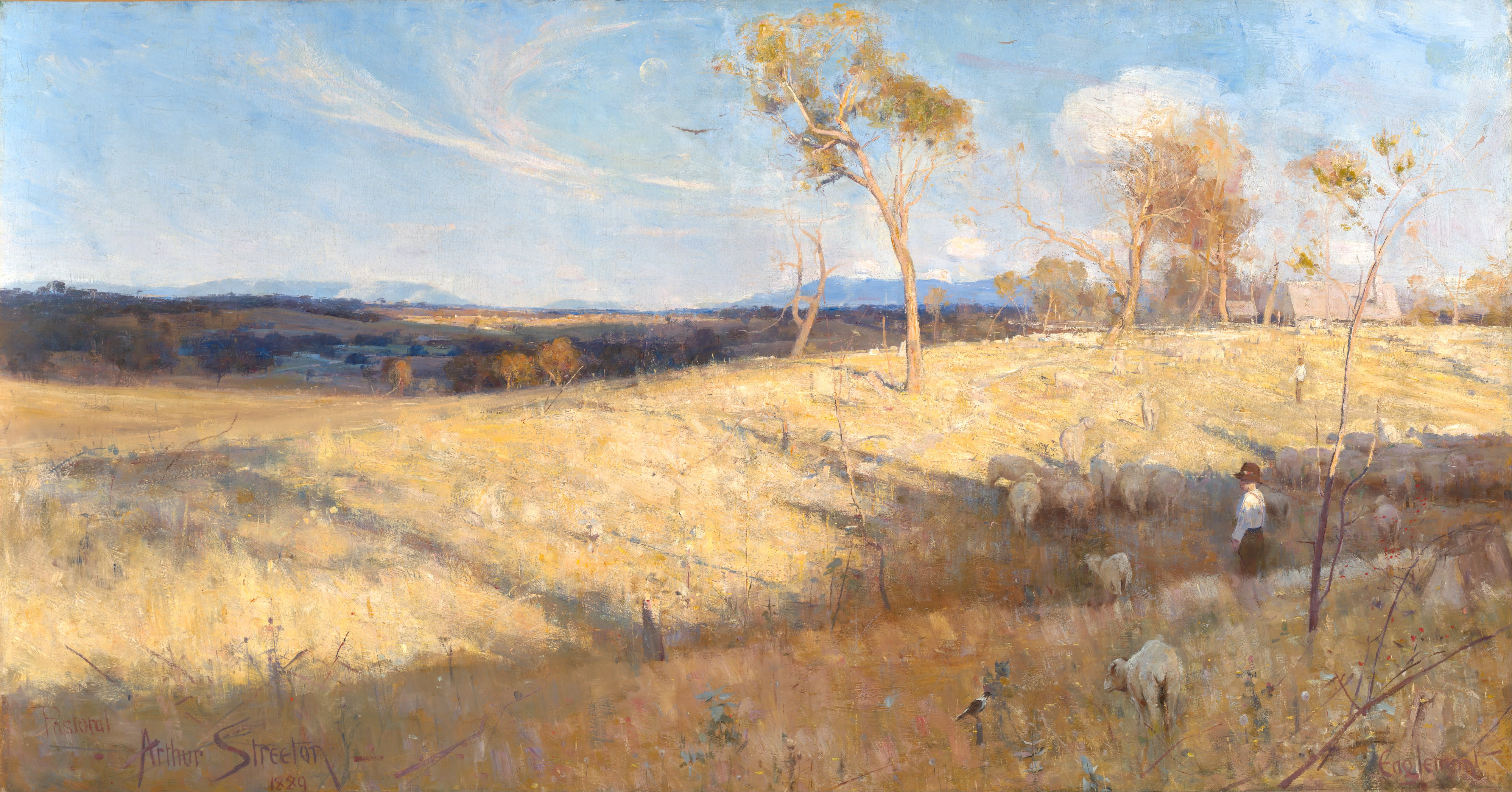
Golden Summer, Eaglemont por Arthur Streeton (1889) adquirido por la National Gallery of Australia en 0,1 centavos.

En 1888, en su pintura del valle del río Yarra, Still glides the stream and shall forever glide (1888), Streeton muestra un caudaloso río en el medio de la imagen y un paisaje en tonos dorados, algo típicamente australiano. El cuadro fue el primero de sus paisajes que fue llevado a una galería de arte importante, ya que la Galería de Arte de Nueva Gales del Sur la compró el mismo año de su creación. 
En 1897 Streeton partió hacia Londres en el Polynesien, se detuvo en Port Said y continuó viaje por El Cairo y Nápoles. Realizó una exhibición en la Royal Academy en 1900 y se convirtió en miembro del Club de Arte de Chelsea en 1903. Aunque el artista había desarrollado una reputación considerable en su país natal, no logró tener el mismo éxito en Inglaterra. Financió sus viajes a Londres con las ventas de sus pinturas en Australia. Su estadía en Gran Bretaña reforzó su sentimiento de patriotismo y pertenencia al Imperio Británico y, al igual que muchos, anticipó la futura guerra contra Alemania con cierto entusiasmo.
Streeton regresó a Australia en 1906 y completó varias pinturas en Mount Macedon en febrero de 1907 antes de regresar a Londres en octubre. En septiembre de 1908, visitó Venecia y las obras que pintó en dicha ciudad italiana fueron exhibidas en julio del año siguiente en Australia con el título "Arthur Streeton's Venice" ("La Venecia de Arthur Streeton"). 
En abril de 1914, Streeton volvió a Australia para dirigir las exhibiciones llevadas a cabo en Sídney y Melbourne. Regresó a Inglaterra a principios de 1915 y, junto con otros miembros del Club de Arte de Chelsea, incluyendo a Tom Roberts, se enlistó en el Cuerpo Médico de la Armada Real (Armada Británica) a sus 48 años de edad. Trabajó en el Tercer Hospital General de Londres en Wandsworth y alcanzó en rango de cabo.

## Artista oficial de la guerra

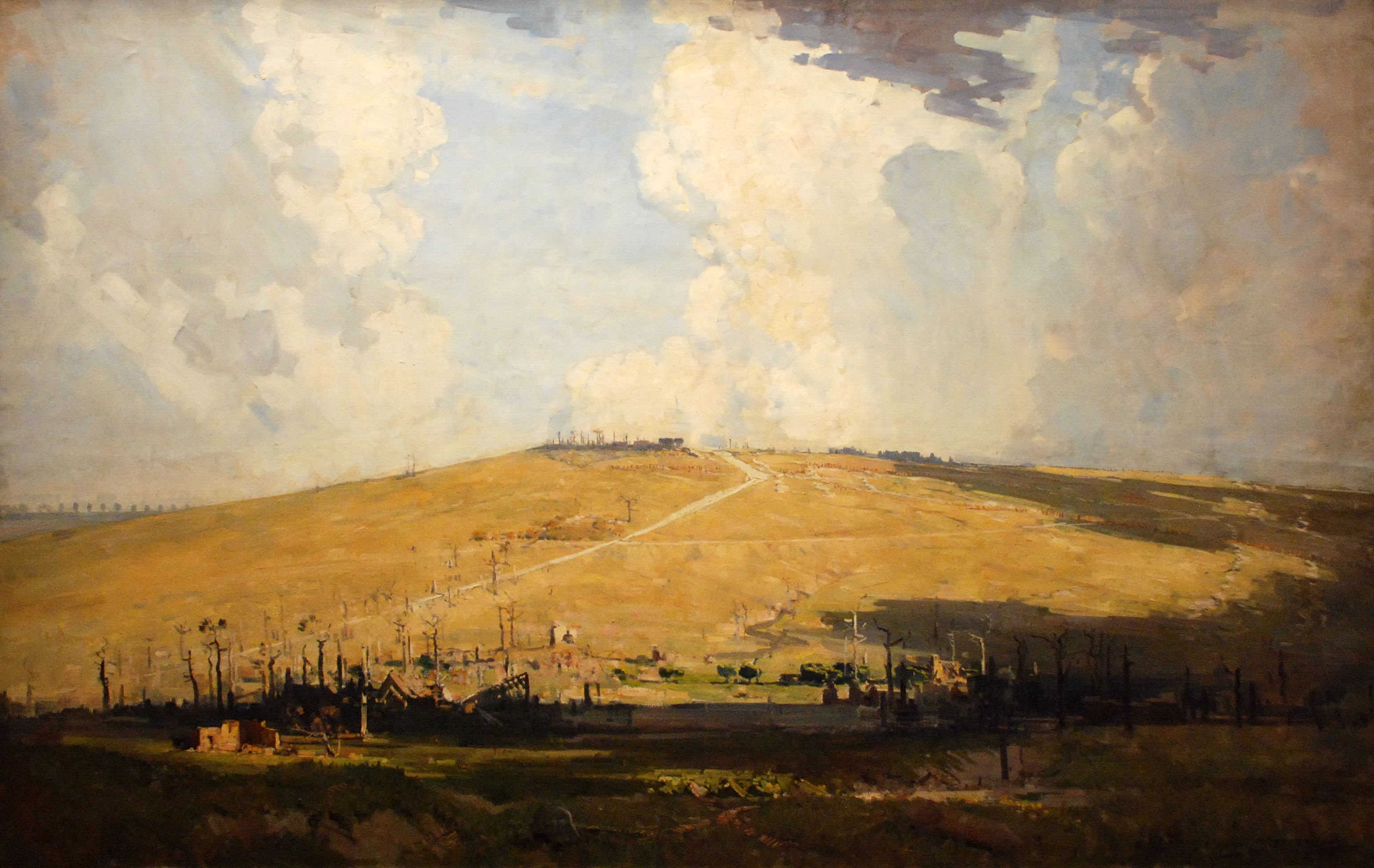
Mount St Quentin, óleo sobre lienzo, finalizado en 1918.

Una vez recuperado, Streeton fue nombrado como Artista Australiano Oficial de Guerra de la Australian Imperial Force, con el rango de teniente y viajó a Francia el 14 de mayo de 1918 para unirse a la Segunda División Australiana. Como artista de guerra, Streeton siguió pintando paisajes y sus obras fueron criticadas por no centrarse en los soldados combatientes. A diferencia de las obras de guerra más famosas de la época, en las cuales se muestran los momentos culminantes de las batallas, como Anzac, the landing 1915 de George Lambert, Streeton mostró la "vida cotidiana militar", capturando la rutina de la guerra. Streeton observó que "las verdaderas pinturas de los campos de batalla no muestran mucho. Es que no hay mucho para ver, ya que todos están ocultos y camuflados". 

## Después de la guerra
Después de la guerra, Streeton construyó una casa de cinco acres (20.000 m²) en Olinda, Victoria, donde siguió pintando. Ganó el premio Wynne en 1928 por Afternoon Light, Goulburn Valley. Trabajó como crítico de arte para The Argus entre 1929 y 1935 y en 1937 fue condecorado como caballero por sus servicios al arte. Contrajo matrimonio con Esther Leonora Clench, una violinista canadiense, en 1908. Tuvieron un hijo, Charles. Falleció en Olinda en septiembre de 1943. Sus restos descansan en el cementerio Fern Tree Gully.

## Precios de las obras
Las pinturas de Streeton se encuentran en la mayoría de las colecciones de arte australiano y fueron vendidas a precios muy altos durante su vida. Golden Summer, Eaglemont de vendió en el año 1924 por aproximadamente mil guineas, y en la década de 1980 se vendió de manera privada por la Galería Nacional de Australia en 3,5 millones de dólares australianos, un precio considerado como excesivo para la época. En 1985, Settler's Camp fue vendida en una subasta en AU$800.000 y permaneció como la obra de Streeton más cara en la historia hasta el 23 de mayo de 2005, cuando su pintura Sunlight Sweet, Coogee, de 1890, fue vendida en AU$2,04 millones, convirtiéndose en la segunda pintura de un artista australiano en exceder los dos millones de dólares en una subasta. 
Las obras de Streeton se encuentran en la mayoría de las galerías y museos más importantes de Australia, incluyendo el Australian War Memorial, la Galería Nacional de Victoria, la Galería de Arte de Nueva Gales del Sur y la Galería Nacional de Australia.